# 아지마역
아지마역(일본어: 味鋺駅, あじまえき)은 일본 아이치현 나고야시 기타구에 있는 나고야 철도 고마키선의 역이다. 역 번호는 KM12이다.
나고야 시영 지하철 가미이다 선과 접속되므로 본 역 남쪽에서 가미이다 역까지는 지하 노선이다. 역 시설은 과거에 메이테쓰가 갖고 있었으나, 가미이이다 연결선 건설에 따라 역이 신축되어 이후에는 가미이이다 연결선 주식회사가 보유하고 있다.

## 역사
- 1931년
  - 2월 11일: 메이테쓰 철도 조호쿠 선의 역으로 영업 개시.
  - 4월 29일: 이 역을 사이로 가미이다 역과 이누야마 역 구간을 오조네 선, 신카치가와 역에서 당역 구간이 가쓰카와 선으로 분리됨.
- 1935년 8월 1일: 메이테쓰 철도와 아이치 전기철도가 합병하여 나고야 철도가 통과되면서 나고야 철도 회사의 역이 됨.
- 1937년 2월 1일: 가쓰카와 선이 폐지됨.
- 1963년 4월 1일: 역무원 배치.
- 1988년 9월 28일: 교환 설비 신설.
- 1996년: 가미이이다 연결선 착공.
- 1997년 2월 8일: 아지요시 역에 니코 신호장이 개설된 것에 따라, 본 역의 교환 설비를 철거하고 구내 배선이 단선으로 돌아감.
- 2003년 3월 27일: 가미이이다 연결선의 개통과 동시에 현재의 역 영업 개시. 자동 매표기, 개찰기, 정산기를 설치하고 트랜 패스를 본 역에서 공용 개시.
- 2011년 2월 11일: IC카드 승차권 "manaca" 공용 개시.
- 2012년 2월 29일: 트랜 패스 공용 종료.

## 역 구조
상대식 승강장 2면 2선의 교상역이다. 승강장 유효 길이는 6량 편성분이지만 통상으로는 4량 편성의 열차만 정차하기 때문에 이누야마 방향의 2량분은 사용되지 않는다.
이 역을 기점으로 신호 보안 장치가 이누야마 방면은 ATS, 헤이안도리 방면은 ATC로 바뀌었다.

### 승강장
| 번호 | 노선       | 방향 | 행선                      |
| ---- | ---------- | ---- | ------------------------- |
| 1    | ■ 고마키선 | 상행 | 가미이다・헤이안도리 방면 |
| 2    | ■ 고마키선 | 하행 | 고마키・이누야마 방면     |

## 역 주변
작은 로터리가 있지만, 나고야 시영 버스와 메이테쓰 버스 등 노선 버스의 노선 연장은 없다. 예전에는 나고야 시영 버스가 이 부근까지 경유하였으나 가미이이다 연결선의 개업에 따라 노선 연장이 사라졌다.
가미이이다 연결선 건설 개시 이전에는 소규모 상점들이 모인 대형 상업 시설도 존재하였으나 최근에는 일부를 제외하고 폐점하였다.
- 메이카스 중앙 병원
- 신지조 강
- 니코야마 고분

## 사진

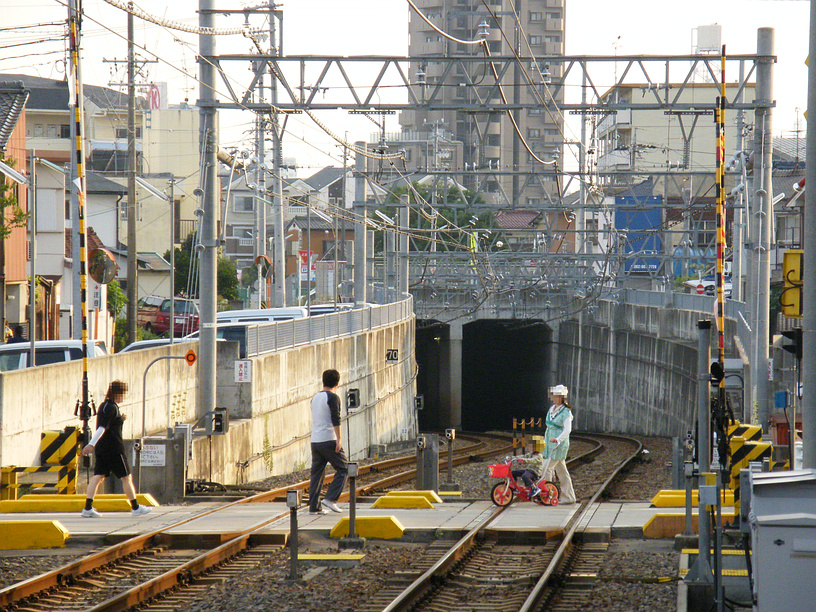
지하로 들어가는 부분(가미이다 방면)

## 인접역
| 나고야 철도 ■ 고마키선      | 나고야 철도 ■ 고마키선 | 나고야 철도 ■ 고마키선      |
| --------------------------- | ---------------------- | --------------------------- |
| KM13 가미이다 가미이다 방면 |                        | 아지요시 KM11 이누야마 방면 |